# Madonna dei Re Cattolici
La Madonna dei Re Cattolici, chiamata anche Vergine dei Re Cattolici, è un dipinto di un pittore sconosciuto realizzato circa nel triennio 1491-1493 e conservato nel Museo del Prado a Madrid in Spagna.

## Storia
L'opera venne conservata nell'oratorio del Monastero reale di San Tommaso ad Avila.  La Desamortización di Mendizábal del 1836 portò al suo trasferimento al Museo della Trinità e in seguito passò al Museo del Prado. Valentín Carderera data il tutto, secondo una stima dell'età dei figli dei Re, all'anno 1484, data approssimativa della fondazione del monastero di Avila. C'è anche chi interpreta la giovinezza dei personaggi rappresentati come conseguenza della loro idealizzazione.
Carderera ha proposto la paternità di Pedro Berruguete, mentre Cruzada Villaamil e Pedro de Madrazo quella di Michael Sittow. È stato anche associato ad altri artisti, come il Maestro di Santa Cruz, il Maestro di Miraflores o il Maestro di Avila, da cui è separato da una trentina di anni, o un qualche pittore nell'ambito di Fernando Gallego. Nel giugno 2016, l'Università autonoma di Madrid ha annunciato il risultato preliminare di un'indagine della professoressa Alicia Canto, secondo la quale l'opera sarebbe il frutto del lavoro di almeno tre pittori, due dei quali sarebbero Fernando Gallego e il Maestro Bartolomé, i quali avrebbero lasciato le loro firme nascoste in diversi punti.

## Descrizione
La composizione è simile a quella di una sacra conversazione ambienta in una stanza con finestre, che mostrano un paesaggio con caratteristiche convenzionali dello stile fiammingo, la Madonna col Bambino sono rappresentati su un trono e - ad un livello inferiore, in piedi - due Santi in abito Domenicano, entrambi identificati con iscrizioni nelle loro aureole: San Domenico di Guzmán e San Tommaso d'Aquino. La scelta del primo è dovuta al fatto di essere il fondatore dell'Ordine Domenicano (con un libro, attributo del suo status di Dottore della Chiesa e un giglio, simbolo iconografico della Vergine, per la sua particolare devozione mariana: riportò in auge la preghiera del Rosario).
A un livello ancora inferiore, in ginocchio, nella loro qualità di donatori,  i Monarchi Cattolici  e due dei loro figli (Giovanni e forse Isabella) insieme a due frati. Questi ultimi vengono identificati, quello accanto al Re, con Tomás de Torquemada inquisitore generale Castiglia e fondatore del convento; mentre permangono dubbi sull'altro: potrebbe essere San Pietro martire, inquisitore di Verona, con il coltello e la ferita aperta sulla testa caratterizzanti la sua iconografia. Secondo altri studiosi sarebbe invece rappresentato Pietro Martire d'Anghiera, umanista e confessore della regina o forse anche Pietro d'Arbués, il primo inquisitore di Aragona e martire, assassinato intorno all'anno 1485. Il pavimento, piastrellato, così come la piattaforma su cui si trova il trono della Vergine, le poltrone reclinabili dei Re e le finestre, presentano una prospettiva un po' forzata.